# Rhyacophila alabama
Rhyacophila alabama là một loài Trichoptera trong họ Rhyacophilidae. Chúng phân bố ở miền Tân bắc.